# 5543 Sharaf
5543 Sharaf (1978 TW2) là một tiểu hành tinh vành đai chính được phát hiện ngày 3 tháng 10 năm 1978 bởi N. S. Chernykh ở Nauchnyj.